# CCTV风云音乐频道
中国中央电视台风云音乐频道是由中国中央电视台开办的环球时尚的专业音乐频道，该频道实现立体声播出，为中國最早开通的数字电视付费频道之一，于2004年8月9日正式开播，北京时间2020年1月1日4:00，本频道与央视其余12套付费频道的高清版本正式上星播出；标清版本至同年6月29日4:00停播。该频道原定位为“环球时尚音乐频道”，曾与MTV、iConcerts、韩国CJ E&M等合作，全天候播出海外音乐录影带、综艺节目和演唱会，唯2010年代后期宣告终止，频道内容也转为重播中央电视台音乐频道、中央电视台综艺频道过往节目为主。

## 播出节目

### 正在播出的节目

#### 重播节目
- 《中国音乐电视》（CCTV音乐）
- 《歌声与微笑》（CCTV音乐）
- 《影视留声机》（CCTV音乐）
- 《精彩音乐汇》（CCTV音乐）
- 《中国节拍》（CCTV音乐）
- 《越战越勇》（CCTV-3）
- 《非常6+1》（CCTV-3）
- 《开门大吉》（CCTV-3）
- 《中国文艺》（CCTV-4）

#### 引进节目
- 《地中海风尚》（意大利Giglio Group S.p.A）
- 《流行轨迹》（法国Trace电视台）（已停播）该节目停播相关视频

### 过去播出的节目

#### 国外引进的节目
- 《CD:UK（英语：CD:UK）》（英国独立电视台）[1]
- 《Music Station》（日本朝日电视台）
- 《Running Man》（SBS）
- 《M! Countdown》（Mnet Media）
- 《Super Star K》（Mnet Media）
- 《爱现场》（iConcerts）
- 《阿里郎时间》(韩国阿里郎电视台)